# Hypolytrum pseudomapanioides
Hypolytrum pseudomapanioides là loài thực vật có hoa trong họ Cói. Loài này được D.A.Simpson & Lye mô tả khoa học đầu tiên năm 2004.